# Schaenicoscelis
Schaenicoscelis is een geslacht van spinnen uit de familie lynxspinnen.

## Soorten
- Schaenicoscelis concolor Simon, 1898
- Schaenicoscelis elegans Simon, 1898
- Schaenicoscelis exilis Mello-Leitão, 1930
- Schaenicoscelis guianensis Caporiacco, 1947
- Schaenicoscelis leucochlora Mello-Leitão, 1929
- Schaenicoscelis luteola Mello-Leitão, 1929
- Schaenicoscelis viridis Mello-Leitão, 1927